# Josif Brodski
Josif Brodski (rođen kao "Josif Aleksandrovič Brodski", ruski: Ио́сиф Алекса́ндрович Бро́дский, Lenjingrad, 24. svibnja 1940. – New York, 28. siječnja 1996.), ruski pjesnik i esejist, dobitnik Nobelove nagrade za književnost 1987. godine.
Rođen je u židovskoj obitelji u nekadašnjem Lenjingradu. U književnosti se javio kao osamnaestogodišnjak objavljujući prve stihove u emigrantskom časopisu "Grani" u Frankfurtu. Na zao glas došao je 1964., kada je u Sovjetskom Savezu osuđen na pet godina prisilnog rada i upućen u logor u blizini Arhangelska zbog društvenog parazitizma. Njegova se krivnja sastojala u činjenici da nije htio pohađati niti jednu školu, a nije se htio ni zaposliti.
1972. godine Brodski je prisiljen napustiti Sovjetski Savez. Krenuo je na zapad i nakon Beča i Londona zaustavio se u SAD-u, gdje je do posljednjih dana radio kao počasni član američkog sveučilišta Yale. U 47. godini života stiže mu najprestižnije priznanje: Nobelova nagrada za književnost.
Godine 1992., za vrijeme rata u Bosni i Hercegovini, napisao je „Pjesmu za Bosnu”.

## Važnija djela
- "Dio govora",
- "Vodeni žig",
- "Božićne pjesme".

### Članci
- Prcela, Frano. 1994. Joseph Brodsky, Pjesma za Bosnu. Crkva u svijetu. Sveučilište u Splitu - Katolički bogoslovni fakultet. Split. 29 (1): 74–75